# Stowarzyszenie
Stowarzyszenie – organizacja społeczna (zrzeszenie) powoływana przez grupę osób mających wspólne cele lub zainteresowania.

## Prawo o stowarzyszeniach obowiązujące w Polsce
Najwyższym aktem prawnym regulującym istnienie stowarzyszeń w Polsce jest Konstytucja z 2 kwietnia 1997 r., która w art. 12 stanowi, iż „Rzeczpospolita Polska zapewnia wolność tworzenia i działania związków zawodowych, organizacji społeczno-zawodowych rolników, stowarzyszeń, ruchów obywatelskich, innych dobrowolnych zrzeszeń oraz fundacji”.
Podstawowym aktem prawnym regulującym problematykę stowarzyszeń, ich zakładania i funkcjonowania jest ustawa z dnia 7 kwietnia 1989 r. – Prawo o stowarzyszeniach (UPS) (Dz.U. z 2020 r. poz. 2261). Prawo o stowarzyszeniach ma charakter regulacji generalnej, nawiązującej bezpośrednio do art. 12 i art. 58 Konstytucji, co potwierdza przepis art. 7 ust. 2, zgodnie z którym do określonych organizacji w sprawach nieuregulowanych odrębnie stosuje się przepisy UPS.

## Formy prawne stowarzyszenia
Ustawa z 1989 r. wyodrębnia następujące formy prawne stowarzyszeń: 
- stowarzyszenie sensu stricto zwane niekiedy stowarzyszeniem rejestrowym, posiadające osobowość prawną i podlegające rejestracji w KRS
- związek stowarzyszeń, czyli „stowarzyszenie stowarzyszeń”, również  posiadające osobowość prawną i podlegające rejestracji w KRS
- stowarzyszenie zwykłe, nieposiadające osobowości prawnej i podlegające uproszczonemu wpisowi do ewidencji starosty.

Kolejną formę wprowadza ustawa o sporcie:
- klub sportowy w formie stowarzyszenia, którego statut nie przewiduje prowadzenia działalności gospodarczej - swego rodzaju hybryda stowarzyszenia rejestrowego i zwykłego, podlegająca uproszczonemu wpisowi do ewidencji starosty, ale pomimo to posiadająca osobowość prawną.

### Stowarzyszeniesensu stricto(rejestrowe)
Stowarzyszenie sensu stricto (potocznie stowarzyszenie rejestrowe) jako korporacja prywatnoprawna posiada osobowość prawną, może zakładać terenowe jednostki organizacyjne, zrzeszać się w związkach stowarzyszeń, przyjmować w poczet swych członków osoby prawne oraz korzystać z ofiarności publicznej i przyjmować dotacje od organów władzy państwowej i innych instytucji.
Kwestię zakładania tego typu stowarzyszeń reguluje rozdział 2 „Tworzenie stowarzyszeń” ustawy – Prawo o stowarzyszeniach. Zgodnie z art. 9 tej ustawy, do założenia stowarzyszenia niezbędne jest uchwalenie statutu i wybranie komitetu założycielskiego przez co najmniej 7 osób. UPS określa również elementy konstytutywne statutu stowarzyszenia (art. 10) i jego władze – walne zebranie członków, zarząd i organ kontroli wewnętrznej (art. 11).
Do finalnego utworzenia stowarzyszenia ustawa wymaga jego zarejestrowania w Krajowym Rejestrze Sądowym – i o ile kwestie KRS określone są w odrębnej ustawie, to procedura rejestracyjna jest przedmiotem regulacji UPS (art. 13 – art. 21).
Prawo o stowarzyszeniach (art. 22) przewiduje również możliwość zrzeszania się stowarzyszeń w ich związkach – taki związek mogą założyć co najmniej 3 stowarzyszenia – które podlegają rygorom komentowanej ustawy.
W rozdziale 3 ustawy uregulowany został szczegółowo problem nadzoru terytorialnego nad stowarzyszeniami, o którym wspomina już art. 8 ust. 5 ustawy (artykuł ten wskazuje organy nadzoru – wojewodę w odniesieniu do stowarzyszeń jednostek samorządu terytorialnego oraz starostę w odniesieniu do innych stowarzyszeń).
Przepisy dotyczące nadzoru określają w szczególności uprawnienia organów nadzorczych w stosunku do „podległych” im stowarzyszeń oraz sankcje karne mogące być nałożone na zrzeszenia, gdy te nie stosują się do żądań organów nadzorczych (art. 26). W rozdziale tym uregulowane zostały uprawnienia władcze sądu w stosunku do stowarzyszeń (art. 29). W rozdziale tym przewidziano również możliwość wprowadzenia do stowarzyszenia zarządu kuratorskiego, gdy statutowy zarząd utracił zdolność podejmowania działań prawnych.
W rozdziale 4 znalazły się przepisy dotyczące majątku stowarzyszenia. Zgodnie z art. 33 majątek ten powstaje ze składek członkowskich, darowizn, spadków, zapisów, dochodów z własnej działalności, dochodów z majątku stowarzyszenia oraz ofiarności publicznej. Prawo o stowarzyszeniach  dopuszcza również możność uzyskania przez tego typu zrzeszenia rejestracji jako organizacja pożytku publicznego, a także jako przedsiębiorca, którego zyski przeznaczane mogą być tylko na działalność statutową stowarzyszenia.
1 października 2010 w rejestrze REGON zarejestrowanych było 71 tys. stowarzyszeń (nie licząc Ochotniczej Straży Pożarnej).

### Związek stowarzyszeń
Związek stowarzyszeń jest szczególnym rodzajem stowarzyszenia skupiającym osoby prawne o celu niezarobkowym. W odniesieniu do związku stowarzyszeń w większości mają zastosowanie przepisy dotyczące stowarzyszenia zwanego potocznie stowarzyszeniem rejestrowym, zaś rozwiązania specyficzne dla związku stowarzyszeń określone są w art. 22 ustawy z dnia 7 kwietnia 1989 r. – Prawo o stowarzyszeniach (Dz.U. z 2020 r. poz. 2261). Stanowi on, że:
- związek stowarzyszeń może zostać powołany przez co najmniej trzy inne stowarzyszenia
- członkami związku stowarzyszeń mogą być inne osoby prawne o celu niezarobkowym (np. fundacje, regionalne lub lokalne organizacje turystyczne)
- osoby fizyczne oraz osoby prawne o celu zarobkowym (np. spółki prawa handlowego, spółdzielnie) mogą być jedynie członkami wspierającymi.

### Stowarzyszenie zwykłe
Ustawa – Prawo o stowarzyszeniach obok stowarzyszeń zajmuje się również kwestią tzw. stowarzyszeń zwykłych, którym poświęcony jest rozdział 6 ustawy.
Ta forma stowarzyszenia ma charakter uproszczony. Nie posiada ono osobowości prawnej (choć z mocy ustawy ma zdolność prawną), a do jego założenia wystarczy działanie jedynie trzech osób, które muszą uchwalić regulamin (a więc nie statut) oraz wskazać przedstawiciela reprezentującego dane stowarzyszenie.
To stowarzyszenie, w przeciwieństwie do właściwego stowarzyszenia, nie podlega obowiązkowi rejestracji w KRS. Jednakże fakt założenia tego typu zrzeszenia musi być zgłoszony na piśmie organowi nadzorującemu właściwemu miejscowo (który ustalany jest na podstawie art. 8 ust. 5 ustawy). Zakaz działalności tego typu stowarzyszeń może wydać wyłącznie sąd rejestrowy na wniosek prokuratora lub organu nadzorującego, jeżeli nie spełnione zostały wymogi określone w art. 16 UPS.
W przepisie art. 42 ustawy określone zostały czynności, których stowarzyszenie zwykłe nie może podjąć – a mianowicie chodzi tutaj o powoływanie terenowych jednostek organizacyjnych, łączenie się w związki stowarzyszeń, zrzeszanie osób prawnych, prowadzenie działalności gospodarczej.
Od 20 maja 2016 roku zgodnie z art. 42 ust. 2 i 3 ustawy środki na działalność stowarzyszenia zwykłego mogą pochodzić ze składek członkowskich, darowizn, spadków, zapisów, dochodów z majątku stowarzyszenia, ofiarności publicznej (zbiórek publicznych) oraz z dotacji.
Przepisy ustawy – Prawo o stowarzyszeniach są niewątpliwie gwarancją (z jednej strony) i narzędziem (z drugiej strony) realizacji jednej z podstawowych wolności, nie tylko obywatela, ale i człowieka, zrzeszania się dla osiągnięcia czy wspierania określonych celów – przede wszystkim społecznych.
Jest ona realizacją tej wolności, która gwarantowana jest nie tylko przez polską Ustawę zasadniczą z 1997 roku, ale i szereg umów międzynarodowych, których stroną jest Polska (chodzi tutaj przede wszystkim o Powszechną Deklarację Praw Człowieka oraz Międzynarodowy Pakt Praw Obywatelskich i Politycznych).
Stanowi ona (w sensie materialnym, a nie formalnym) wyznacznik demokracji, wolności oraz poszanowania podstawowych praw jednostki – wartości te mają charakter uniwersalny i są zarazem wyznacznikiem poziomu cywilizacyjnego, na którym znajduje się państwo. Wszystkie nowoczesne i praworządne państwa XXI wieku bez nich nie mogą się obyć ani z nich zrezygnować bez narażenia się opinii światowej – wyznaczają one markę danego państwa na scenie międzynarodowej. Na nich opiera się także funkcjonowanie Unii Europejskiej (art. 2 Traktatu o Unii Europejskiej) jako takiej oraz wszystkich państw w niej uczestniczących.

### Klub sportowy w formie stowarzyszenia, którego statut nie przewiduje prowadzenia działalności gospodarczej
Uczniowski klub sportowy albo inny niż uczniowski klub sportowy działający w formie stowarzyszenia, które w swoim statucie nie przewiduje prowadzenia działalności gospodarczej, może zamiast rejestracji w Krajowym Rejestrze Sądowym podlegać na podstawie art 4. Ustawy o sporcie uproszczonej procedurze wpisu do ewidencji starosty właściwego ze względu na siedzibę, podobnie do stowarzyszenia zwykłego, ale w odróżnieniu od tego ostatniego uzyskuje z chwilą wpisania go do ewidencji osobowość prawną. Stanowi on więc kolejną, odrębną formę prawną stowarzyszenia.

## Szczególne rodzaje stowarzyszenia lub związku stowarzyszeń
Przepisy ustaw szczególnych (dotyczących  stowarzyszeń szczególnego rodzaju) mają charakter swoistych odstępstw i wyjątków wobec przepisów Prawa o stowarzyszeniach.

### Stowarzyszenie jednostek samorządu terytorialnego
Stowarzyszenie jednostek samorządu terytorialnego to szczególny rodzaj stowarzyszenia, w odniesieniu do którego  przewidziano szereg wyjątków od ogólnych zasad zawartych w ustawie z dnia 7 kwietnia 1989 r.- Prawo o stowarzyszeniach:
- mogą być one zakładane przez co najmniej trzech założycieli (podczas gdy inne stowarzyszenia zakładane są zgodnie art. 9. ww. ustawy przez osoby w liczbie co najmniej siedmiu)
- ich założycielami są jednostki samorządu terytorialnego, czyli osoby prawne (podczas gdy prawo tworzenia innych stowarzyszeń przysługuje zgodnie z art. 3. ww. ustawy obywatelom polskim mającym pełną zdolność do czynności prawnych i niepozbawionym praw publicznych)
- ich członkami są jednostki samorządu terytorialnego, czyli osoby prawne (podczas gdy w przypadku innych stowarzyszeń osoba prawna może być zgodnie z art 10 ust 3. ww. ustawy jedynie wspierającym członkiem stowarzyszenia).

Ponadto zgodnie z art. 8. ust 5. ww. ustawy, organem nadzorującym stowarzyszenia jednostek samorządu terytorialnego jest wojewoda, w odróżnieniu od innych stowarzyszeń, dla których jest nim starosta.

### Lokalna grupa działania
Lokalna grupa działania to szczególny rodzaj stowarzyszenia będącego partnerstwem terytorialnym tworzonym najczęściej na obszarach wiejskich, zrzeszającym przedstawicieli lokalnych organizacji (z sektora publicznego, prywatnego i pozarządowego) oraz mieszkańców danego obszaru wyznaczonego granicą gmin członkowskich. W Polsce podstawą prawną funkcjonowania LGD są ustawy: o wspieraniu rozwoju obszarów wiejskich oraz Prawa o stowarzyszeniach. Członkami tych organizacji mogą być m.in. przedstawiciele samorządów gmin, placówek oświaty, kultury, parafii, organizacji i stowarzyszeń działających na danym terenie, firm, spółdzielni itp., a także zwykli mieszkańcy.

### Stowarzyszenie ogrodowe
Jest to rodzaj szczególny rodzaj stowarzyszenia wprowadzony ustawą z dnia 13 grudnia 2013 r. o rodzinnych ogrodach działkowych. Stowarzyszeniem ogrodowym jest stowarzyszenie założone wyłącznie w celu zakładania i prowadzenia rodzinnego ogrodu działkowego.
Stowarzyszenie takie:
- tworzy rodzinny ogród działkowy,
- dzieli rodzinny ogród działkowy na działki,
- zarządza rodzinnym ogrodem działkowym,
- zawiera z osobą fizyczną umowę dzierżawy działkowej,
- uchwala swój statut i regulamin rodzinnego ogrodu działkowego,
- czuwa nad przestrzeganiem regulaminu,
- prowadzi ewidencję działek.

Z dniem 19 stycznia 2014 r. Polski Związek Działkowców stał się stowarzyszeniem ogrodowym.

### Związek sportowy
Kluby sportowe, w liczbie co najmniej 3, mogą założyć związek sportowy. Jest to stowarzyszenie lub związek stowarzyszeń szczególnego rodzaju, uregulowane w ustawie o sporcie.

### Organizacja zbiorowego zarządzania prawami autorskimi lub prawami pokrewnymi
Organizacja zbiorowego zarządzania prawami autorskimi lub prawami pokrewnymi to stowarzyszenie zrzeszające uprawnionych lub podmioty reprezentujące uprawnionych, którego podstawowym celem statutowym jest zbiorowe zarządzanie prawami autorskimi lub prawami pokrewnymi na rzecz uprawnionych w zakresie zezwolenia udzielonego mu przez ministra właściwego do spraw kultury i ochrony dziedzictwa narodowego.

### Ochotnicza straż pożarna
Ochotnicza straż pożarna (OSP) to umundurowana i wyposażona w specjalistyczny sprzęt społeczna jednostka ratowniczo-gaśnicza działająca w formie stowarzyszenia rejestrowego mającego na celu w szczególności walkę z pożarami, klęskami żywiołowymi i innymi miejscowymi zagrożeniami, uregulowana w ustawie z dnia 17 grudnia 2021 r. o ochotniczych strażach pożarnych.

### Organizacja wyznaniowa (np. katolicka)
Organizacjami wyznaniowymi (np. katolickimi w rozumieniu ustawy o stosunku Państwa do Kościoła Katolickiego w Rzeczypospolitej Polskiej) są stowarzyszenia rejestrowe szczególnego rodzaju, założone za aprobatą władzy kościelnej, która zatwierdza im kapelana lub asystenta kościelnego. Działają one w łączności z hierarchią kościelną. Organizacje katolickie mogą mieć na celu w szczególności zgodną z nauką Kościoła działalność społeczno-kulturalną, oświatowo-wychowawczą i charytatywno-opiekuńczą.
Do organizacji wyznaniowych/katolickich (w odróżnieniu od organizacji religijnych/kościelnych) stosuje się przepisy prawa o stowarzyszeniach, z tym że:
- władzy kościelnej przysługuje prawo cofnięcia ww. aprobaty;
- wystąpienie do sądu z wnioskiem o rozwiązanie stowarzyszenia wymaga uzgodnienia w Komisji Wspólnej;
- w przypadku likwidacji organizacji katolickiej do jej majątku stosuje się odpowiednio przepisy o majątku zlikwidowanych kościelnych osób prawnych, chyba że ich statut stanowi inaczej.

Organizacje, których celem jest krzewienie trzeźwości, oddziaływanie na osoby nadużywające alkoholu lub używające narkotyków oraz udzielanie pomocy ich rodzinom, mogą być tworzone także w formie organizacji katolickich.

## Pokrewne formy prawne organizacji
W Polsce formami prawnymi organizacji pokrewnymi do stowarzyszenia, oddzielnie uregulowanymi w przepisach prawa i mającymi specjalne cele. Ich niektóre formy wymienione są w art. 7 Prawa o stowarzyszeniach. Należą do nich m.in.:
1. inne zrzeszenia będące organizacjami społecznymi i zawodowymi prywatnoprawnymi podlegającymi rejestracji w KRS: organizacje pracodawców, związki zawodowe, społeczno-zawodowe organizacje rolników, organizacje samorządu gospodarczego rzemiosła, izby gospodarcze, izby rolnicze,  
regionalne lub lokalne organizacje turystyczne, polskie związki sportowe oraz szereg innych form podmiotów zrzeszających, działających w sferze gospodarczej,
2. kościoły i inne związki wyznaniowe oraz ich terytorialne lub personalne osoby prawne będące zrzeszeniami religijnymi (np. kościelnymi), których sytuacja prawna jest uregulowana ustawami o stosunku państwa do kościołów i innych związków wyznaniowych, działającymi w obrębie tych kościołów i związków,
3. pozostałe zrzeszenia będące organizacjami społecznymi i zawodowymi prywatnoprawnymi np. koła łowieckie, koła gospodyń wiejskich,
4. zrzeszenia publicznoprawne działające na podstawie odrębnych ustaw lub umów międzynarodowych, których Rzeczpospolita jest stroną. Do takich organizacji można zaliczyć m.in. Polski Czerwony Krzyż, Polski Związek Łowiecki, Polską Izbę Ubezpieczeń, Polską Akademię Nauk, samorządy zawodów zaufania publicznego, jednostki samorządu terytorialnego, związki jednostek samorządu terytorialnego czy europejskie ugrupowania współpracy terytorialnej
5. kluby poselskie, senatorskie lub parlamentarne,
6. Komitety powstające w celu przygotowania wyborów do Sejmu i Senatu, wyborów Prezydenta Rzeczypospolitej, wyborów do Parlamentu Europejskiego oraz organów samorządu terytorialnego, jeżeli są one przeprowadzane na podstawie ustaw lub zarządzeń władz – od dnia zarządzenia wyborów do ukończenia czynności wyborczych,
7. Partie polityczne.

W stosunku do tych podmiotów ustawodawca wydaje odrębne regulacje, co podyktowane jest ich szczególnym charakterem oraz doniosłą rolą, jaką pełnią w demokratycznym państwie prawnym.